# Raparna unicoloris
Raparna unicoloris là một loài bướm đêm trong họ Noctuidae.